# Франк Рива
„Франк Рива“ (на френски: Frank Riva) е френски полицейски драматичен сериал в 6 епизода с времетраене от 90 минути. Създаден е от Филип Себтон, режисиран от Патрин Жамаин. Дебютира по France 2 на 7 ноември 2003 г. и свършва на 29 ноември 2004 г.

## „Франк Рива“ В България
В България сериалът е излъчен на 3 януари 2007 г. по Канал 1 с български дублаж. В него участва Васил Бинев.